# Epomophorus labiatus
Il pipistrello della frutta dalle spalline etiopico (Epomophorus labiatus  Temminck, 1837) è un pipistrello appartenente alla famiglia degli Pteropodidi, diffuso nell'Africa subsahariana.

## Descrizione

### Dimensioni
Pipistrello di medie dimensioni con la lunghezza della testa e del corpo tra 90 e 113 mm, la lunghezza dell'avambraccio tra 58 e 80 mm, la lunghezza della coda fino a 5 mm, la lunghezza del piede tra 12 e 18 mm, la lunghezza delle orecchie tre 17 e 21 mm, un'apertura alare fino a 45,5 cm e un peso fino a 64 g.

### Aspetto
La pelliccia è corta, soffice e lanuginosa. Il colore generale del corpo è marrone chiaro con la base dei peli più scura e l'addome bianco. Le femmine hanno un colore più fulvo. I maschi hanno due ciuffi di lunghi peli bianchi intorno alle ghiandole situate su ogni spalla e talvolta le spalle e la gola più scure. Il muso è allungato con le labbra e le guance carnose ed estensibili. Gli occhi sono grandi. Le orecchie sono relativamente corte, arrotondate, prive di peli, marroni, con i bordi più scuri e con le caratteristiche macchie bianche alla loro base anteriore e posteriore. Le ali sono marroni e attaccate posteriormente alla base del secondo dito del piede. La coda è molto corta o assente, mentre l'uropatagio è ridotto ad una sottile membrana che si estende lungo la parte interna degli arti inferiori. Sono presenti 6 solchi palatali, gli ultimi due sono post-dentali e divisi in due. Il numero cromosomico è 2n=36.

## Biologia

### Comportamento
Si rifugia di giorno singolarmente o in gruppi fino a 40 individui sui rami di alberi o di arbusteti, sotto le fronde dei banani e tra le radici affioranti. il volo è rapido e diretto negli spazi aperti, lento ed altamente manovrato nella vegetazione. Può rimanere sospeso in volo per breve tempo e spiccarlo da terra. I maschi probabilmente effettuano vocalizzazioni notturne di richiamo, tuttavia non rumorose come le altre specie simili e udibili a breve distanza, a causa di una laringe non eccessivamente ingrossata.

### Alimentazione
Si nutre di frutti di Mango, Kigelia aethiopica, Kigelia pinnata, Irvingia smithii e varie specie native di Ficus.

### Riproduzione
Danno alla luce un piccolo alla volta due volte l'anno, la prima volta tra marzo ed maggio e la seconda tra settembre ed ottobre. La gestazione dura circa 5-6 mesi.

## Distribuzione e habitat
Questa specie è diffusa nel Sudan del Sud occidentale e meridionale, Uganda, Ruanda, Burundi, Repubblica Democratica del Congo orientale e meridionale, Tanzania nord occidentale, Kenya occidentale, Zambia e Mozambico settentrionali e Malawi. Due popolazioni disgiunte sono presenti lungo il confine tra Ciad, Nigeria e Camerun e un'altra nell'Etiopia centrale e settentrionale e in Eritrea meridionale. È presente anche nell'Arabia Saudita sud-occidentale e nello Yemen occidentale.
Vive nelle Savane alberate, boscaglie e ambienti semi-desertici fino a 2.000 metri di altitudine. Occasionalmente è stato osservato anche nelle mangrovie.

## Conservazione
La IUCN Red List,considerato il vasto Areale e la popolazione numerosa, classifica E.labiatus come specie a rischio minimo (Least Concern)).